# XO-4觀察機
Martin XO-4（Model 71）是由格倫·L·馬丁公司設計的觀察機。 它的設計目的是與XO-1、道格拉斯 XO-2和代頓-賴特 XO-3競爭。雖然它未能獲得美國海軍的合同，但美國陸軍航空兵訂購了一架原型機（序號 23-1255），但該合約在原型機建造之前就被取消了。